# Dmitry Pavlov
Dmitry Grigoryevich Pavlov (em russo:  Дми́трий Григо́рьевич Па́влов; 23 de outubro de 1897 – 22 de julho de 1941) foi um general soviético que serviu na Primeira Guerra Mundial, na Guerra Civil Russa e na Frente Oriental durante os estágios iniciais da invasão alemã da União Soviética em junho de 1941. Nos primeiros dias, Dmitry e suas tropas foram derrotadas repetidas vezes pelo exército nazista, como por exemplo na Batalha de Białystok-Minsk. Como consequência, o Comando Soviético dispensou-o da sua posição por incompetência e o encarcerou. Pavlov foi executado logo em seguida.